# Distretto di Kumage (Yamaguchi)
Il distretto di Kumage (熊毛郡, Kumage-gun?) è uno dei distretti della prefettura di Yamaguchi, in Giappone.
Attualmente fanno parte del distretto i comuni di Hirao, Kaminoseki e Tabuse.
| Controllo di autorità | VIAF (EN) 258795019 · NDL (EN, JA) 00769668 |